# Hole in one
Hole in one er en dansk kortfilm fra 1983, der er instrueret af Jan Jung efter manuskript af ham selv og Mogens Kløvedal.

## Handling
En amatør med anarkistiske tilbøjeligheder skaber vild forvirring blandt golfsportens mere satte udøvere.